# Сан Донато (Казерта)
Сан Донато је насеље у Италији у округу Казерта, региону Кампанија.
Према процени из 2011. у насељу је живело 190 становника. Насеље се налази на надморској висини од 94 м.